# Associazione per i diritti degli utenti e consumatori
L'associazione per i diritti degli utenti e dei consumatori (in sigla ADUC) è un'associazione di promozione sociale non riconosciuta nata nel 1990 come centro di iniziativa, di aggregazione e di produzione nell'ambito della difesa e per l'affermazione dei diritti dei cittadini in quanto utenti e consumatori.

## Descrizione
L'Associazione non aderisce al Consiglio nazionale dei consumatori e degli utenti (CNCU) che fa capo al Ministero dello Sviluppo Economico in quanto spesso in contrasto con le sue direttive.

## Scopi
ADUC svolge un servizio di informazione, consulenza e assistenza per utenti e consumatori. Per scelta, non percepisce nessun finanziamento pubblico. È finanziata solo dalla sua attività e dai contributi volontari di chi la ritiene utile.

## Attività
L'attività di ADUC è organizzata in 7 canali tematici e alcuni sottocanali e rubriche:
- SosOnline. Schede pratiche, leggi, lettere e consigli.
- Avvertenze. Sottocanali: Censura, Immobili, Lazio, Puglia, Rimborso Windows, Toscana, Veneto.

Rubriche: La Pulce nell'Orecchio, Osservatorio Legale, Il Condominio, Tributi, Vita da Cani, Stati Uniti d'Europa, L'Irriverente.
- Investire Informati. Informazione e consulenza sugli investimenti finanziari.
- Salute. Sottocanali: Coronavirus, Eutanasia, Cellule staminali, Rsa.
- Droghe illegali e legali
- Immigrazione. Diritti e doveri dei migranti.
- Telecomunicazioni. Sottocanale: Rai

L'associazione conta 15 sedi in altrettante città, nel 2024 contava più di 72mila associati.